# نقص التروية
'نقص التروية' أو الإقفار أو الإسكيمية (بالانجليزية: Ischemia) هو قصور أو احتباس نسبيّ أو مطلق لتروية الدّم إلى أنسجة الجسم، مما يسبّب نقصا في الأكسجين والجلوكوز اللازم لعمليات الأيض الخلويّة لإبقاء الخلايا على قيد الحياة. عادةً ما يكون سبب هذا الإقفار مشاكل في الأوعية الدموية، مما ينتج ضرراً أو خللاً في وظيفة النسيج المسؤولة عن تغذيته. ومن معاني المصطلح أيضا، فقر الدّم الموضعيّ في جزء من الجسم، الناتج عن احتقان (كتضيّق الأوعية والخُثار  والانصمام ).

## العلامات والأعراض
يُنقَل الأكسجين إلى الخلايا عبر الدّم، وبالتالي فإنّ عدم وجود تروية دموية كافية يخلّف نقصا حادّا لدى الأنسجة في الأكسجين. وتظهر آثار هذا النقص أكثر ما تظهر في الأنسجة الهوائية  التي تعتمد كثيرا على الأكسجين، حيث ينتج ضرر دائم متعذّر العكس  خلال 3-4 دقائق فقط في ظروف درجة حرارة الجسم العاديّة. تتأثّر الكليتان أيضاً سريعاً بنقص أو غياب جريان الدّم. أما الخلايا التي تمتلك معدّل عمليات أيض بطيء نسبياً، فتحتاج 20 دقيقة تقريباً لينتج ضرر دائم متعذر العكس فيها.
وتتلخص المظاهر السّريريّة لنقص التروية الحادّ (في الأطراف) في 6 مظاهر: الألم، غياب النبض، الشلل، الشحوب، المَذَل، اختلال في قدرة الجسم على التحكم بدرجة الحرارة 
إذا لم يتمّ التدخل بشكل سريع، فإنّ نقص التّروية سيتحول بسرعة إلى نَخَر في الأنسجة  وغنغرينة في غضون ساعات قليلة. الشلل هو علامة متأخرة للإقفار الشريانيّ الحادّ، وهو يشير إلى موت الخلايا العصبية التي تغذّي الأطراف. وقد ينتج عن الضرر في الأعصاب سقوط القدم . ولأنّ الأعصاب حسّاسة جدا لنقص التّأكسج، فإنّ شلل الأطراف أو اعتلال الأعصاب الإقفاريّ قد يستمرّ حتى بعد إعادة التّروية، وقد يكون دائما.

### الإقفار القلبيّ
وقد يكون هذا الإقفار بلا أعراض أو قد يسبّب أعراضا مثل ألم في القلب، وتُعرف بالذبحة الصّدرية . وتحدث عندما لا يصل عضلة القلب دم كافٍ لتغذيتها. والسبب الرئيسي عادةَ هو التصلّب العصيديّ ، وهو تجمّع اللّويحات الغنيّة بالكوليسترول في الشرايين التاجيّة. مرض القلب الإقفاريّ هو السبب الأكثر شيوعا للموت في البلدان الغربيّة، وسبب رئيسي لإدخال الحالات المرضيّة إلى المستشفيات.

### الأمعاء
قد تتأثّر الأمعاء الدقيقة أو الغليظة بنقص التّروية. أما النقص في الأمعاء الغليظة، فقد ينتج عملية التهابيّة تُسمّى التهاب القولون التقرّحي. وعلى الجانب الآخر، ينتج إقفار المساريق في الأمعاء الدقيقة.

### الدماغ
نقص التروية إلى الدماغ قد يكون حادّا (سريعا) أو مزمنا. الجلطة الإقفاريّة الحادّة هي حالة طارئة قد تكون قابلة للعكس إذا عولجت بسرعة. أما الإقفار المزمن للدماغ قد يُنتج لنا نوعا من الخَرَف  يُدعى الخَرَف الوعائيّ . وتُسمّى نوبة نقص التروية القصيرة التي تصيب الدماغ بالنّوبة الإقفاريّة العابرة ، ويُشار لها أحيانا بمصطلح «الجلطة الصغيرة».

### الأطراف
نقص التروية للأطراف ينتج إقفارا حادّا فيها.

### الجلد
نقص جريان الدّم إلى طبقات الجلد قد ينتج تبقّعا، أو تلوّنا غير منتظم فيها.

## الأسباب
الإقفار هو مرض وعائيّ، يشمل إحداث خلل في تزويد الأنسجة والأعضاء بالدّم الشرياني اللازم لها، وقد يُنتج في حالته الأسوأ، موتا للنسيج. وقد يحدث بسبب الخثار (Thrombosis) أو الانصمام (Embolism) في شريان متصلّب عصيديّا (Athersclerotic artery)، أو بسبب صدمة. أما مشاكل الوريد، كانسداد جريان الأوردة وحالات بطئ الجريان، فقد تسبّب أيضا إقفارا شريانيّا حادّا. إنّ أمّهات الدم (Aneurysms) هي أحد أكثر الأسباب شيوعا للإقفار الشرياني الحادّ. من الأسباب الأخرى، بعض أمراض القلب مثل: احتشاء عضلة القلب (Myocardial Infarction)، وأمراض الصمّام المترالي (Mitral valve disease)، والرجفان الأذينيّ (Atrial fibrillation)، وأمراض عضلة القلب (Cardiomyopathies)، والبِدلة (Prosthesis)، وفي جميع هذه الحالات السابقة، هناك عُرضة لتكوّن خَثَرات.

### الانسداد
قد تنفصل الخثرات عن أماكنها الأساسية وتنتقل إلى أي مكان آخر في الجهاز الدّوراني، حيث قد ينتج عنها انصمام رئويّ، وهو انسداد شريانيّ حادّ يسبّب نقصا مفاجئا في تغذية الدّم والأوكسجين للمنطقة ما بعد الانصمام. وتعتمد شدّة وأنواع الأعراض على حجم ومكان الانسداد وحدوث تفكّك في التجلّط إلى الأوعية الأصغر ودرجة شدّة المرض الشريانيّ الطرفيّ.
•	الانصمام الخثاريّ (Thromboembolism) (تجلّطات الدّم).
•	الانصمام (أجسام غريبة في الدورة الدموية).

### الصّدمة
إن الإصابة بصدمة في طرف من الأطراف قد ينتج انسداد كاملا أو جزئيّا في وعاء دمويّ إما جرّاء الانضغاط (Compression) أو القصّ (Shearing) أو التهتّك (Laceration). وقد ينتج الانسداد الشّرياني الحادّ نتيجة تسلّخ شراني في الشّريان السّباتيّ (Carotid artery) أو الشريان الأبهر، أو نتيجة إصابة شريانية علاجية المنشأ (مثلا بعد تصوير الأوعية).

### أسباب أخرى
قد ينتج عن أي سبب من الأسباب التالية نقص في جريان الدّم إلى جزء من الجسم:
•	متلازمة مخرج الصّدر (Thoracic outlet syndrome) (انضغاط الضّفيرة العضدّية، Brachial plexus compression).
•	التصلّب العصيديّ (Atherosclerosis) (لويحات غنية بالدهون، تسدّ بطانة الشرايين).
•	نقص السّكر في الدم (Hypoglycemia) (أقلّ من المستوى الطبيعي للجلوكوز).
•	تسارع نبضات القلب (Tachycardia).
•	انخفاض ضغط الدم (مثل في حالة فشل القلب).
•	انضغاط من الخارج لوعاء دموي (مثل الضغط عن طريق ورم).
•	داء التلاسيمية التمنجليّ (Sicke cell disease) (أشكال غير طبيعية لخلايا الدم الحمراء).
•	برد شديد موضعيّ (كتجمّد الأطراف).
•	قوى الجاذبية المحفَّزة، مما ينتج عنه تقليل جريان الدم للأطراف (مثل الطيران العسكري).
•	استخدام العاصبة (Tourniquet)
•	تحفيز زائد لمستقبلات الجلوتاميت (Glutamate).
•	عيوب تشكّلية شريانيّة وريديّة (Arteriovenous Malformations).
•	تمزّق أوعية دمويّة مهمّة (تغذّي نسيجا أو عضوا معينا).
•	فقر الدم، الذي يسبّب تضيّقا في الأوعية الدموية الطرفية لضمان تغذية جيدة للأعضاء الداخلية الحيويّة كالقلب والدماغ، مما يسبب نقصا في الأوكسجين طرفيّا.

## الفيزيولوجيا المرضيّة
ينتج عن الإقفار ضررٌ في أنسجة الجسم من خلال عمليّة تُسمّى (الشلّال الإقفاريّ) (Ischemic Cascade). ينتج هذا الضرر في النسيج عن طريق تراكم فضلات عمليات الأيض، وعدم قدرة الخلية على الحفاظ على أغشيتها، والضرر الذي يلحق بالمايتوكندريا، بالإضافة إلى تسرّب الإنزيمات المحلّلة للبروتينات (Proteolytic enzymes) إلى الخلايا والأنسجة المحيطة.
إعادة التّروية إلى الأنسجة التي تعرّضت للإقفار قد يسبّب ضرر إضافيا فيما يُعرَف بإصابة إعادة التّروية (Reperfusion injury)، وقد تكون هذه الإصابة أكثر ضررا من الإصابة الإقفارية الأصلية. حيث أنّ إعادة الدّم تنتج إعادة الأوكسجين إلى الأنسجة، مما يسبّب إنتاجا أكبر للجذور الحرّة (Free radicals) التي تلحق ضرراً بالخلايا. كما أنّ إعادة الدّم تعيد المزيد من الكالسيوم إلى الأنسجة مما يسبب فائضا قد ينتج عنه اختلال خطير في نظم نبضات القلب، كما يسرّع عملية تحطيم الخليّة لنفسها. بالإضافة إلى ذلك، تُفاقِم عمليّة إعادة التّروية من الالتهاب الناتج عن الأنسجة المصابة، مما يجعل خلايا الدم البيضاء تدمّر الخلايا المصابة، مع أنّها قد تبقى على ما يُرام لو لم تحدث هذه الاستجابة الزائدة.

## العلاج
العلاج المبكّر مهم جدا للحفاظ على حيويّة وحياة الطرف المصاب. خيارات العلاج المتاحة تتضمّن: مانعات التخثّر، ومحلّلات الخثرات، ومزيلات الانصمامات، وإعادة التّروية عن طريق الجراحة، بالإضافة إلى استئصال الطرف المصاب. البداية تكون بمانعات التخثّر لمنع حدوث تضخّم في هذه الخثرات. استخدام الهيبارين (Heparin) بشكل مستمرّ عن طريق الوريد هو الخيار التقليدي الأمثل.
إذا كانت السيطرة على الإقفار الموجود في الطرف المصاب تتمّ عن طريق مانعات التخثّر، فإنّ علاج الانصمامات الناتجة حديثا يكون عبر القِثطار (Catheter)، باستخدام حقن لمحلّلات الخثرات (مثل الستربتوكاينيز، واليوروكاينيز). يتم إدخال القثطار عن طريق الجلد إلى الشريان الفخذيّ ثم دفعه إلى مكان التجلّط. على عكس طريق عمل مضادّات التخثّر، فإنّ محلّلات الخثرات تعمل مباشرة لتحليل التجلّط خلال مدة 24-48 ساعة.
قد يكون من المهمّ إجراء عملية بَضع الشّريان مباشرة (Direct Arteriotomy) لإزالة التجلّط. وقد يتم إجراء عملية جراحية لإعادة التّروية في حالة الصّدمة (تهتّك الشريان). أما الاستئصال فهو خيار أخير يتمّ في حالة عدم وجود حل آخر للإبقاء على الطرف. إذا كان المريض معرّضا للمزيد من الانصمام من مصدر واحد مستمرّ (مثلا رجفان الأذين المزمن)، فإن العلاج يتضمّن مضادّات تخثّر طويلة الأمد، لمنع حدوث نوبات إقفارية حادّة جديدة.
ويُحدِث انخفاض درجة حرارة الجسم انخفاضا في معدّل عمليات الأيض الهوائيّ في الخلايا المصابة، مما يقلّل من الآثار المباشرة لنقص التأكسج. كما يقلّل انخفاض درجة الحرارة من الاستجابة الالتهابيّة وإصابة إعادة التروية. أمّا في إصابة تجمّد الأطراف، فإنّ تدفئة الأنسجة قد تقلّل من الإصابة الناتجة عن إعادة التروية.

## بيبلوغرافيا
- Elizabeth (editor). Oxford Reference: Concise Medical Dictionary (1990, 3rd ed.). Oxford University Press: Market House Books, 1987, 2nd ed., pg. 107, ISBN 0-19-281991-7, ISBN 978-0-19-281991-8